# Fernando Guilhon
Fernando José de Leão Guilhon, (4 de novembro de 1920 - Rio de Janeiro, 5 de abril de 1976), foi um engenheiro e político brasileiro de ascendência francesa.
Foi Diretor do DER-PARA no Governo do Tenente-Coronel de Jarbas Passarinho (1964-1966). Foi Diretor-Presidente da Companhia de Docas do Pará (CDP) 1966-1970 e em 1970 foi indicado, num período de eleições indiretas, para Governador do Estado do Pará pela Aliança Renovadora Nacional (ARENA), partido da situação, pelo então Presidente da República, Gal.Emílio Garrastazu Médici. Tomou posse como Governador do Estado Pará em 15 de março de 1971 e terminou o mandato em 15 de março de 1975. 
Foi o primeiro Governador Civil que o Pará teve, durante o Regime Militar. Morreu no Rio de Janeiro, em 5 de abril de 1976. 